# Campionat de Rosario de futbol
El Campionat de Rosario de futbol és la màxima competició futbolística de la província de Santa Fe. Hi participen clubs de la ciutat de Rosario i voltants.

## Història
L'any 1905 es creà la Liga Rosarina de Football, associació encarregada d'organitzar la primera competició de la província, on participaren clubs de la ciutat de Rosario. Era una competició de caràcter amateur.
L'any 1912, els clubs Rosario Central i Tiro Federal Argentino fundaren una associació dissident, la Federación Rosarina de Football i abandonaren la LRF. Dos anys més tard, la LRF i la FRF s'uniren, adoptant el nom de la primera.
L'any 1931, amb l'aparició del professionalisme, l'associació es dividí en dos. Els clubs Alberdi New Boys, Ascot, Atlantic Sportsmen, Belgrano Old Boys, Calzada, Estudiantes de Rosario, Fisherton, Intercambio, Rosario Puerto Belgrano i Zavalla continuaren a l'amateur LRF.
Per la seva banda, Belgrano de Rosario, Central Córdoba, Nacional, Newell's Old Boys, Provincial, Rosario Central, Sparta, Tiro Federal Argentino i Washington crearen l'Asociación Rosarina de Football professional.
Rosario Central i Newell's Old Boys s'uniren a la lliga Nacional el 1939.

## Historial

### Liga Rosarina de Football
- 1905 Newell's Old Boys
- 1906 Newell's Old Boys
- 1907 Newell's Old Boys
- 1908 Rosario Central
- 1909 Newell's Old Boys
- 1910 Newell's Old Boys
- 1911 Newell's Old Boys
- 1912 Argentino de Rosario
- 1913 Newell's Old Boys (Liga Rosarina) i Rosario Central (Federación Rosarina)
- 1914 Rosario Central
- 1915 Rosario Central
- 1916 Rosario Central
- 1917 Rosario Central
- 1918 Newell's Old Boys
- 1919 Rosario Central
- 1920 Tiro Federal Argentino (Liga Rosarina) i Rosario Central (Asociación Amateur)
- 1921 Newell's Old Boys (Liga Rosarina) i Rosario Central (Asociación Amateur)
- 1922 Newell's Old Boys
- 1923 Rosario Central
- 1924 Belgrano de Rosario
- 1925 Tiro Federal Argentino
- 1926 Tiro Federal Argentino
- 1927 Rosario Central
- 1928 Rosario Central
- 1929 Newell's Old Boys
- 1930 Rosario Central

### Asociación Rosarina de Football
- 1931 Newell's Old Boys
- 1932 Central Córdoba de Rosario
- 1933 Newell's Old Boys
- 1934 Newell's Old Boys
- 1935 Newell's Old Boys
- 1936 Central Córdoba de Rosario
- 1937 Rosario Central
- 1938 Rosario Central
- 1939 Central Córdoba de Rosario
- 1940 Rosario Central
- 1941 Newell's Old Boys
- 1942 Rosario Central
- 1943 Rosario Central
- 1944 Argentino de Rosario
- 1945 Newell's Old Boys
- 1946 Newell's Old Boys
- 1947 Central Córdoba de Rosario
- 1948 Argentino de Rosario
- 1949 Rosario Central
- 1950 Newell's Old Boys
- 1951 Rosario Central
- 1952 Talleres - Rosario Puerto Belgrano
- 1953 Talleres - Rosario Puerto Belgrano
- 1954 Central Córdoba de Rosario
- 1955 Central Córdoba de Rosario
- 1956 Talleres - Rosario Puerto Belgrano
- 1957 Central Córdoba de Rosario
- 1958 Newell's Old Boys
- 1959 Rosario Central
- 1960 Sportivo de Álvarez
- 1961 Rosario Central
- 1962 Rosario Central
- 1963 Rosario Central
- 1964 Talleres - Rosario Puerto Belgrano
- 1965 Newell's Old Boys
- 1966 Newell's Old Boys
- 1967 Central Córdoba de Rosario
- 1968 Rosario Central
- 1969 Rosario Central
- 1970 Newell's Old Boys
- 1971 Rosario Central
- 1972 Newell's Old Boys
- 1973 Rosario Central
- 1974 Rosario Central
- 1975 Rosario Central
- 1976 Newell's Old Boys
- 1977 Newell's Old Boys
- 1978 Renato Cesarini
- 1979 Rosario Central
- 1980 Newell's Old Boys
- 1981 Newell's Old Boys
- 1982 Rosario Central
- 1983 Newell's Old Boys
- 1984 Newell's Old Boys
- 1985 Newell's Old Boys
- 1986 Newell's Old Boys
- 1987 Rosario Central
- 1988 Rosario Central
- 1989 Central Córdoba de Rosario
- 1990 Rosario Central
- 1991 Newell's Old Boys
- 1992 Newell's Old Boys
- 1993 Newell's Old Boys
- 1994 Frigorífico Paladini
- 1995 Renato Cesarini
- 1996 Newell's Old Boys
- 1997 Rosario Central
- 1998 Tiro Federal Argentino
- 1999 Tiro Federal Argentino
- 2000 Tiro Federal Argentino
- 2001 Tiro Federal Argentino
- 2002 P.C.C San José
- 2003 Rosario Central
- 2004 Renato Cesarini
- 2005 Rosario Central
- 2006 Coronel Aguirre
- 2007 Pablo VI
- 2008 Sagrado Corazón
- 2009 Coronel Aguirre

## Palmarès
- Rosario Central 38 títols
- Newell's Old Boys 36 títols
- Central Córdoba de Rosario 9 títols
- Tiro Federal Argentino 7 títols
- Talleres - Rosario Puerto Belgrano 4 títols
- Argentino de Rosario (ex Nacional el 1934) 2 títols
- Renato Cesarini 3 títols
- Coronel Aguirre 2 títols
- Belgrano de Rosario 1 títol
- Frigorífico Paladini de Villa Gobernador Gálvez 1 títol
- Gimnasia y Esgrima de Rosario (ex Argentino de Rosario) 1 títol
- Sportivo de Álvarez 1 títol
- P.C.C San José 1 títol
- Pablo VI 1 títol
- Sagrado Corazón 1 títol